# زوليا
زوليا هي ولاية في فنزويلا، بلغ عدد سكانها 4٬323٬467 نسمة، عاصمتها ماراكايبو، تبلغ مساحتها 50٫230 كيلومتر مربع.

## الموقع
تشترك في الحدود مع:
- ولاية فالكون
- ولاية تاتشيرا
- إدارة نورتي دي سانتاندر
- إدارة سيزار
- ولاية ماردة
- لارا
- تروخيو
- إدارة لا غواخيرا.

## أعلام
- هنري رودريغيز
- إدي بيريز
- جيراردو بارا
- كارلوس لونا
- أليكس ديلغادو